# Pancar Iman
Pancar Iman is een bestuurslaag in het regentschap Aceh Tenggara van de provincie Atjeh, Indonesië. Pancar Iman telt 215 inwoners (volkstelling 2010).